# Psicología de las relaciones intergrupales
La psicología de las relaciones intergrupales es una rama de la psicología que se enfoca en el estudio de psicología social entre grupos de personas.

## Patrones de relaciones intergrupales
Entre los diversos patrones de relaciones intergrupales, se cuentan: transferencia de población, genocidio, colonialismo interno, segregación, asimilación, y multiculturalismo.
Transferencia de población: también de nominado expulsión, es el proceso de forzar a un grupo minoritario en forma directa o indirecta a desplazarse.
Genocidio: intentos de eliminar a un determinado grupo.
Colonialismo interno: explotar a un grupo minoritario para obtener un rédito económico.
Segregación: separación de grupos étnicos.
Asimilación:  promover la absorción de un grupo dentro de una cultura, conduciendo a que el grupo pierda su identidad distintiva.
Multiculturalismo: permitir o promover la existencia de diferentes culturas dentro de un grupo.